# Pepi II

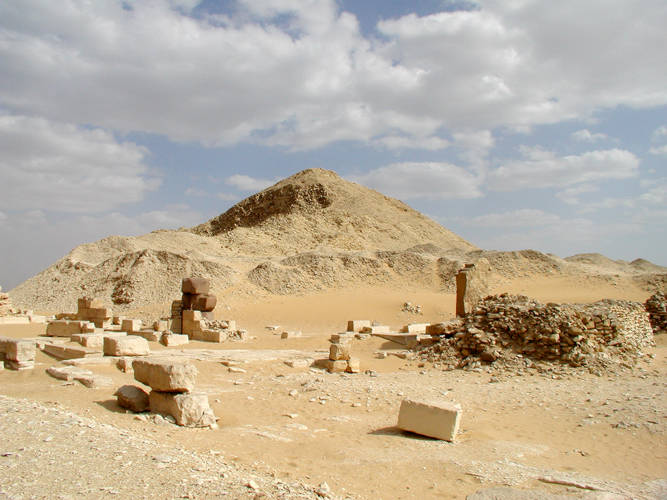
Restos da pirâmide do faraó Pepi II

Neferkara Pepi ou Pepi II (2287 a.c. - 2187 a.C.) foi o quinto rei da VI dinastia egípcia e é considerado como o último faraó de destaque da época histórica denominada Império Antigo. Ele sucedeu a seu meio-irmão Merenré I.

## Reinado
Chamado de Neferkara na Lista Real de Abidos e na Lista Real de Sacará, Pepi II assumiu o trono possivelmente aos seis anos de idade e, segundo o Papiro Real de Turim, reinou durante 94 anos, o que o torna o monarca que mais tempo permaneceu no trono em toda a história. Sua mãe Anquessenpepi II foi provavelmente regente do trono durante sua infância e juventude.

## Filiação
Pepi II era neto de Pepi I e da rainha Anqunesmeriré I. Seu pai Merenré I casou-se com Anquenesmeriré II, após esta enviuvar de Pepi I, conforme inscrição encontrada em um bloco de pedra calcária na pirâmide de Anquessenpepi II, descoberta há alguns anos, próxima da quina nordeste da pirâmide de Pepi I. Anquessenpepi II é a mesma Ankhnesmeriré II, irmã mais nova de Anquenesmeriré I, filha de Cui, um líder local. Era costume, nos casamentos, mudar o nome das mulheres. As controvérsias quanto à relação entre Merenré I e Pepi II, considerados até recentemente como meio-irmãos, têm origem no facto de que a mãe de Pepi II era também sua tia-avó, por ter sido esposa tanto de Pepi I como de Merenré I. A rigor, Pepi II era primo do próprio pai e sobrinho-neto da própria mãe, além de ser o seu próprio primo de segundo grau.

## A Pirâmide de Pepi II
A pirâmide de Pepi II está localizada em Sacará, próxima das pirâmides de outros faraós do Império Antigo. Em termos de dimensões, ela se compara à pirâmide de Miquerinos. Tinha originalmente 78,5 metros de altura, mas a erosão reduziu-a para 52 metros.
O complexo funerário foi pesquisado inicialmente por John Shae Perring, mas foi Gaston Maspero o primeiro a entrar na pirâmide de Pepi II, em 1881. Seu interior é decorado com textos de fórmulas mágicas destinadas a proteger o falecido e assegurar sua ressurreição. Foram encontrados 675 desses preceitos na pirâmide: uma quantidade exorbitante e incomum. 

## Catástrofe climática
O reinado de Pepi II foi caracterizado pelo início de um período de fome derivado de secas do Nilo, resultantes de uma mudança climática extrema, em nível global, que perdurou alguns decênios, provocando a queda do Reino Antigo, consoante a conclusão de pesquisas geológicas e arqueológicas feitas por diversos especialistas, entre os quais o Professor Fekri Hassan, que foi instigado pelos hieróglifos existentes na pequena tumba de Ankhtifi, um nomarca (espécie de governador regional) de Hieracômpolis durante o Primeiro Período Intermediário. As inscrições encontradas nesta tumba relatam que "todo o Alto Egito estava morrendo de fome, a tal ponto que as pessoas chegaram a devorar seus próprios filhos".